# Битва при Рудау
Битва при Рудау (нім. Schlacht bei Rudau) — битва, яка відбулась 17 лютого 1370 року між арміями Тевтонського ордену та Великого князівства Литовського поблизу замку Рудау (нім. Rudau) у Самбії (Пруссія).

## Передумови
Похід в Пруссію був розпочатий великими князями Кейстутом та Ольгердом у відповідь на наступальну військову діяльність Тевтонського ордену в 1360-х роках, яка завершилась взяттям 3 замків поблизу Ковно в листопаді 1369 року.
Війська ВКЛ на чолі з Ольгердом та Ягайлом перейшли по льоду Куршську затоку та підійшли до замку Рудау. Водночас, інша частина литовського війська на чолі з Кейстутом та Вітовтом увірвались в Пруссію зі сходу, спустошили околиці Інстербурга (нині Черняховськ Калінінградської області Росії). Метою було з'єднання обох частин поблизу Рудау та подальший похід на Кенігсберг.

## Хід битви
Висланий тевтонцями на розвідку загін під командуванням Великого маршала Хеннінга Шиндекопфа 2 лютого 1370 року зустрів та розбив авангард війська ВКЛ, вивідавши від полонених плани головних сил.
Війська ВКЛ, які складались з литовців та русинів, заволоділи Рудау, але 17 лютого були перехоплені силами ордену під командуванням Великого магістра Вінріха фон Кніпроде, які складались з братів ордену, іноземних лицарів та пруссів. Тевтонці розсікли війська ВКЛ навпіл та змусили війська Кейстута відійти з поля бою, а Ольгерда — відступити у ліс, де й завдали йому остаточної поразки.
Втрати військ ВКЛ склали близько 5 500 осіб, переважно русинів. Частина воїнів загинула від морозу при відступі. У тевтонців загинуло близько 300 осіб, в тому числі Шиндекопф, бранденбурзький комтур, 20 інших братів та 3 іноземні лицарі.
Незважаючи на поразку, битва під Рудау дозволила керівництву ВКЛ завдати удару по військовій могутності ордену та не допустити погіршення стратегічного балансу сил.